# Ormányos család
Az Ormányos család (eredeti cím: The Large Family) brit–francia–román televíziós rajzfilmsorozat, amelyet Dan Baldwin rendezett. Az Egyesült Királyságban a BBC vetítette, Magyarországon az M2 sugározta.

## Szereplők
| Szereplő       | Szereplő        | Eredeti hang                                    | Magyar hang                                     |
| Magyar név     | Eredeti név     | Eredeti hang                                    | Magyar hang                                     |
| -------------- | --------------- | ----------------------------------------------- | ----------------------------------------------- |
| Olga / Otilia  | Linda Large     | Paula Wilcox                                    | Makay Andrea (1. évad) Orosz Anna (2. évad)     |
| Ottó           | Larry Large     | Jeff Rawle                                      | Bácskai János (1. évad) Kassai Károly (2. évad) |
| Olivér         | Lester Large    | Oliver Bee (1. hang) Tyger Drew-Honey (2. hang) | Baráth István (1. évad) Bogdán Gergő (2. évad)  |
| Olívia         | Laura Large     | Rosie Day                                       | Talmács Márta (1. évad) Pekár Adrienn (2. évad) |
| Oszkár         | Luke Large      | Thomas Mole                                     | Kilényi Márk (1. évad) Boldog Gábor (2. évad)   |
| Orsi           | Lucy Large      | nem szólal meg                                  | nem szólal meg                                  |
| Amalia / Agáta | Sheena Smart    | Josie Lawrence                                  | Borbás Gabi (1. évad) Bókai Mária (2. évad)     |
| Aladár         | Sebastian Smart | Theo Smith                                      | Stukovszky Tamás (1. évad) ? (2. évad)          |

## Epizódok

### 1. évad
1. Hol van a liszt?
2. Lányos dolog
3. Áldott jó lelkek
4. Sportnap
5. Az elefántok nem felejtenek
6. A nátha
7. A nagy felfedező
8. Pofonegyszerű
9. A csillagok alatt
10. Rossz hozzáállás
11. Az álarcosbál
12. A vár királynője
13. Az eltűnt elefánt rejtélye

### 2. évad
1. A bébicsősz
2. Ormányos anyuka születésnapja
3. A suli-buli
4. Szélvész-rotor
5. Mindenütt jó, de a legjobb otthon
6. Ha nincs otthon a macska
7. Áramszünet
8. Játsszunk színházat!
9. Akinek nem szemete...
10. A vidámpark
11. Apák napja
12. Dino katasztrófa
13. Rocksztár
14. Ne csináld magad!
15. Divat bajok
16. Az vagy, amit megeszel
17. Az E-faktor
18. Hajrá, csajok!
19. Boldog szülinapot, Oszkár!
20. Alvás a nagyszülőknél
21. Olívia estélye
22. Cékla úr karácsonya
23. Az új tanárnő
24. Kicsi Oszkár az unokatesó